# Akiko Morigami
Akiko Morigami (jap. 森上亜希子 Morigami Akiko) (ur. 12 stycznia 1980 w Osace) – tenisistka japońska, reprezentantka w Pucharze Federacji.
W 1997 dotarła do półfinału juniorskiego Wimbledonu i była w finale juniorskiego turnieju Japan Open.
W 1998 rozpoczęła karierę zawodową. Przez pierwsze lata występowała w turniejach niższej rangi, wygrywając sześć turniejów cyklu ITF Women's Circuit w grze pojedynczej i dwa w grze podwójnej. Starty w głównym cyklu (WTA Tour) kończyła zazwyczaj w eliminacjach. Sezon 2001 zakończyła po raz pierwszy w gronie czołowych dwustu tenisistek świata (nr 197). Dwa lata później awansowała do najlepszej setki, dochodząc po raz pierwszy do półfinałów turniejowych w cyklu WTA Tour – w Hajdarabadzie i Szanghaju oraz odnosząc zwycięstwa nad znanymi rywalkami (Argentynką Clarisą Fernández i Hiszpanką Conchitą Martínez).
Debiutowała także we wszystkich czterech turniejach wielkoszlemowych, na Wimbledonie dochodząc do III rundy (1/16 finału, przegrała z Amerykanką Jennifer Capriati). W 2004 pokonała m.in. Francuzkę Mary Pierce i Włoszkę Silvię Farinę Elię.
Najlepszy w jej karierze był sezon 2005. Była w finale w Cincinnati (pokonała m.in. Zwonariową i Hantuchovą, przegrała ze Schnyder) oraz półfinale w San Diego (pokonała m.in. Pennettę i Mirzę, w półfinale skreczowała z rodaczką Sugiyamą). Dotarła do III rundy French Open. W sierpniu osiągnęła najwyższą pozycję w rankingu światowym – nr 41.
Ma także pewne osiągnięcia w grze podwójnej. W parze z rodaczką Saori Obatą wygrała w 2003 turniej w Memphis i została wówczas  sklasyfikowana na 82. miejscu na świecie w gronie deblistek.
Od 2002 regularnie reprezentuje Japonię w Pucharze Federacji. Do października 2005 wygrała 13 pojedynków, przegrała 2. Występuje zarówno w singlu, jak i deblu. Do najcenniejszych zwycięstw Morigami w reprezentacji można zaliczyć pokonanie Czeszki Vaidišovej oraz Bułgarek Karatanczewej i Magdaleny Maleewej (wszystkie w 2005).
Jest zawodniczką praworęczną, forehand i backhand gra oburącz.

## Finały turniejów WTA
| Legenda                | Legenda |
| ---------------------- | ------- |
| Wielki Szlem           |         |
| Igrzyska olimpijskie   |         |
| WTA Tour Championships |         |
| 1988 – 2008            |         |
| Kategoria I            |         |
| Kategoria II           |         |
| Kategoria III          |         |
| Kategoria IV           |         |
| Kategoria V            |         |

### Gra pojedyncza
| Końcowy wynik | Nr | Data          | Turniej    | Nawierzchnia | Przeciwniczka    | Wynik finału |
| ------------- | -- | ------------- | ---------- | ------------ | ---------------- | ------------ |
| Finalistka    | 1. | 24 lipca 2005 | Cincinnati | Twarda       | Patty Schnyder   | 4:6, 0:6     |
| Zwyciężczyni  | 1. | 7 maja 2007   | Praga      | Ceglana      | Marion Bartoli   | 6:1, 6:3     |
| Finalistka    | 2. | 22 lipca 2007 | Cincinnati | Twarda       | Anna Chakvetadze | 1:6, 3:6     |

### Gra podwójna
| Końcowy wynik | Nr | Data           | Turniej | Nawierzchnia | Partnerka         | Przeciwniczki                 | Wynik finału    |
| ------------- | -- | -------------- | ------- | ------------ | ----------------- | ----------------------------- | --------------- |
| Zwyciężczyni  | 1. | 16 lutego 2003 | Memphis | Twarda       | Saori Obata       | Alina Żydkowa Bryanne Stewart | 6:1, 6:1        |
| Finalistka    | 1. | 24 lutego 2007 | Memphis | Twarda       | Jarmila Gajdošová | Nicole Pratt Bryanne Stewart  | 5:7, 6:14, 5-10 |

## Wygrane turnieje rangi ITF
| turnieje z pulą nagród 100 000 $ |
| turnieje z pulą nagród 75 000 $  |
| turnieje z pulą nagród 50 000 $  |
| turnieje z pulą nagród 25 000 $  |
| turnieje z pulą nagród 15 000 $  |
| turnieje z pulą nagród 10 000 $  |

### Gra pojedyncza
|    | Data       | Turniej     | ($)    | Naw.      | Finalistka        | Wynik         |
| 1. | 06/03/2000 | Warrnambool | 10 000 | trawiasta | Mireille Dittmann | 6:4, 5:7, 6:1 |
| 2. | 20/03/2000 | Wodonga     | 10 000 | trawiasta | Mareze Joubert    | 6:1, 6:1      |
| 3. | 09/10/2001 | Saga        | 25 000 | trawiasta | Nana Smith Rogers | 6:4, 7:5      |
| 4. | 22/10/2001 | Home Hill   | 25 000 | twarda    | Mireille Dittmann | 0:6, 6:4, 6:1 |
| 5. | 22/04/2003 | Dothan      | 75 000 | ceglana   | Milagros Sequera  | 6:3, 6:4      |
| 6. | 31/05/2004 | Surbiton    | 25 000 | trawiasta | Anna Chakvetadze  | 6:4, 1:6, 6:1 |
| 7. | 29/10/2007 | Taoyuan     | 50 000 | twarda    | Yanina Wickmayer  | 6:4, 7:6(5)   |